# Cupa Campionilor Europeni 1977-1978
Cupa Campionilor Europeni în sezonul 1977-1978 a fost câștigată, pentru a doua oară consecutiv de Liverpool FC, care a învins-o în finală pe formația belgiană Club Brugge.

## Prima rundă
| Echipa 1             | Scor gen. | Echipa 2                 | Tur | Retur |
| -------------------- | --------- | ------------------------ | --- | ----- |
| Celtic               | 11–1      | Jeunesse Esch            | 5–0 | 6–1   |
| Basel                | 2–3       | Wacker                   | 1–3 | 1–0   |
| Steaua Roșie Belgrad | 6–0       | Sligo Rovers             | 3–0 | 3–0   |
| Vasas                | 1–4       | Borussia Mönchengladbach | 0–3 | 1–1   |
| Benfica              | 0–0 (p)   | Torpedo Moscova          | 0–0 | 0–0   |
| Trabzonspor          | 1–2       | Boldklubben 1903         | 1–0 | 0–2   |
| Liverpool            | Bye       |                          | –   | –     |
| Dynamo Dresda        | 3–2       | Halmstad                 | 2–0 | 1–2   |
| Levski-Spartak       | 5–2       | Śląsk Wrocław            | 3–0 | 2–2   |
| Lillestrøm           | 2–4       | Ajax                     | 2–0 | 0–4   |
| Valur                | 1–2       | Glentoran                | 1–0 | 0–2   |
| Omonia               | 0–5       | Juventus                 | 0–3 | 0–2   |
| KuPS                 | 2–9       | Club Brugge              | 0–4 | 2–5   |
| Floriana             | 1–5       | Panathinaikos            | 1–1 | 0–4   |
| Dukla Praga          | 1–1 (a)   | Nantes                   | 1–1 | 0–0   |
| Dinamo București     | 2–3       | Atlético Madrid          | 2–1 | 0–2   |

### Prima manșă
| Celtic                                                 | 5–0     | Jeunesse Esch |
| ------------------------------------------------------ | ------- | ------------- |
| MacDonald 15' Craig 33', 58' Wilson 36' McLaughlin 83' | Detalii |               |

| Basel            | 1–3     | Wacker                                |
| ---------------- | ------- | ------------------------------------- |
| von Wartburg 22' | Detalii | Welzl 41', 45' (pen.) Constantini 51' |

| Steaua Roșie Belgrad        | 3–0     | Sligo Rovers |
| --------------------------- | ------- | ------------ |
| Džajić 54', 80' Jelikić 67' | Detalii |              |

| Vasas | 0–3     | Borussia Mönchengladbach             |
| ----- | ------- | ------------------------------------ |
|       | Detalii | Schäfer 17' Simonsen 34' Wohlers 45' |

| Benfica | 0–0     | Torpedo Moscova |
| ------- | ------- | --------------- |
|         | Detalii |                 |

| Trabzonspor | 1–0     | Boldklubben 1903 |
| ----------- | ------- | ---------------- |
| Ergün 75'   | Detalii |                  |

| Dynamo Dresda          | 2–0     | Halmstad |
| ---------------------- | ------- | -------- |
| Heidler 70' Schade 84' | Detalii |          |

| Levski-Spartak             | 3–0     | Śląsk Wrocław |
| -------------------------- | ------- | ------------- |
| Panov 20' Milanov 40', 43' | Detalii |               |

| Lillestrøm              | 2–0     | Ajax |
| ----------------------- | ------- | ---- |
| Lønstad 1' Johansen 13' | Detalii |      |

| Valur     | 1–0     | Glentoran |
| --------- | ------- | --------- |
| Bergs 38' | Detalii |           |

| Omonia | 0–3     | Juventus                         |
| ------ | ------- | -------------------------------- |
|        | Detalii | Bettega 34' Fanna 42' Virdis 59' |

| KuPS | 0–4     | Club Brugge                                       |
| ---- | ------- | ------------------------------------------------- |
|      | Detalii | Vandereycken 49' Cools 51' Lambert 64' Davies 78' |

| Floriana   | 1–1     | Panathinaikos |
| ---------- | ------- | ------------- |
| Xuereb 16' | Detalii | Aslanidis 26' |

| Dukla Praga | 1–1     | Nantes     |
| ----------- | ------- | ---------- |
| Vízek 54'   | Detalii | Amisse 35' |

| Dinamo București            | 2–1     | Atlético Madrid |
| --------------------------- | ------- | --------------- |
| Vrînceanu 14' Georgescu 73' | Detalii | Pereira 58'     |

### A doua manșă
| Jeunesse Esch | 1–6     | Celtic                                                     |
| ------------- | ------- | ---------------------------------------------------------- |
| Giuliani 30'  | Detalii | Lennox 30', 66' Glavin 52' McGrain 56' Eðvaldsson 66', 76' |

Celtic s-a calificat cu scorul general de 11–1.
| Wacker | 0–1     | Basel       |
| ------ | ------- | ----------- |
|        | Detalii | Maissen 62' |

Wacker s-a calificat cu scorul general de 3–2.
| Sligo Rovers | 0–3     | Steaua Roșie Belgrad            |
| ------------ | ------- | ------------------------------- |
|              | Detalii | Filipović 5', 60' Jovanović 43' |

Steaua Roșie Belgrad s-a calificat cu scorul general de 6–0.
| Borussia Mönchengladbach | 1–1     | Vasas    |
| ------------------------ | ------- | -------- |
| Simonsen 64'             | Detalii | Izsó 77' |

Borussia Mönchengladbach s-a calificat cu scorul general de 4–1.
| Torpedo Moscova | 0 – 0 (aet) (d.p.) | Benfica |
| --------------- | ------------------ | ------- |
|                 | Detalii            |         |
|                 | 1–4                |         |

Benfica 0–0 Torpedo Moscova . Benfica s-a calificat cu scorul general de la penaltiuri.
| Boldklubben 1903  | 2–0     | Trabzonspor |
| ----------------- | ------- | ----------- |
| Francker 40', 82' | Detalii |             |

Boldklubben 1903 s-a calificat cu scorul general de 2–1.
| Halmstad                  | 2–1     | Dynamo Dresda |
| ------------------------- | ------- | ------------- |
| Johansson 17' Larsson 88' | Detalii | Heidler 64'   |

Dynamo Dresda s-a calificat cu scorul general de 3–2.
| Śląsk Wrocław             | 2–2     | Levski-Spartak |
| ------------------------- | ------- | -------------- |
| Pawłowski 22' Kopycki 75' | Detalii | Panov 29', 58' |

Levski-Spartak s-a calificat cu scorul general de 5–2.
| Ajax                                         | 4–0     | Lillestrøm |
| -------------------------------------------- | ------- | ---------- |
| Birkelund 10' (o.g.) Geels 31' Ling 51', 72' | Detalii |            |

Ajax s-a calificat cu scorul general de 4–2.
| Glentoran              | 2–0     | Valur |
| ---------------------- | ------- | ----- |
| Robson 18' Jamison 73' | Detalii |       |

Glentoran s-a calificat cu scorul general de 2–1.
| Juventus                  | 2–0     | Omonia |
| ------------------------- | ------- | ------ |
| Boninsegna 11' Virdis 75' | Detalii |        |

Juventus s-a calificat cu scorul general de 5–0.
| Club Brugge                                          | 5–2     | KuPS                        |
| ---------------------------------------------------- | ------- | --------------------------- |
| Davies 17', 35' Vandereycken 33' Simoen 47' Maes 85' | Detalii | Mönkkönen 20' Loikkanen 63' |

Club Brugge s-a calificat cu scorul general de 9–2.
| Panathinaikos                                     | 4–0     | Floriana |
| ------------------------------------------------- | ------- | -------- |
| Álvarez 24' Antoniadis 35', 40' (pen.) Gonios 85' | Detalii |          |

Panathinaikos s-a calificat cu scorul general de 5–1.
| Nantes | 0–0     | Dukla Praga |
| ------ | ------- | ----------- |
|        | Detalii |             |

Dukla Praga 1–1 Nantes. Nantes s-a calificat cu scorul general de datorită golului marcat în deplasare.
| Atlético Madrid      | 2–0     | Dinamo București |
| -------------------- | ------- | ---------------- |
| Benegas 67' Cano 81' | Detalii |                  |

Atlético Madrid s-a calificat cu scorul general de 3–2.

## A doua rundă
| Echipa 1             | Scor gen. | Echipa 2                 | Tur | Retur |
| -------------------- | --------- | ------------------------ | --- | ----- |
| Celtic               | 2–4       | Wacker                   | 2–1 | 0–3   |
| Steaua Roșie Belgrad | 1–8       | Borussia Mönchengladbach | 0–3 | 1–5   |
| Benfica              | 2–0       | Boldklubben 1903         | 1–0 | 1–0   |
| Liverpool            | 6–3       | Dynamo Dresda            | 5–1 | 1–2   |
| Levski-Spartak       | 2–4       | Ajax                     | 1–2 | 1–2   |
| Glentoran            | 0–6       | Juventus                 | 0–1 | 0–5   |
| Club Brugge          | 2–1       | Panathinaikos            | 2–0 | 0–1   |
| Nantes               | 2–3       | Atlético Madrid          | 1–1 | 1–2   |

### Prima manșă
| Celtic              | 2–1     | Wacker     |
| ------------------- | ------- | ---------- |
| Craig 49' Burns 78' | Detalii | Kriess 54' |

| Steaua Roșie Belgrad | 0–3     | Borussia Mönchengladbach              |
| -------------------- | ------- | ------------------------------------- |
|                      | Detalii | Schäfer 16' Heynckes 45' Simonsen 76' |

| Benfica           | 1–0     | Boldklubben 1903 |
| ----------------- | ------- | ---------------- |
| Pietra 49' (pen.) | Detalii |                  |

| Liverpool                                            | 5–1     | Dynamo Dresda |
| ---------------------------------------------------- | ------- | ------------- |
| Hansen 14' Case 21', 57' Neal 44' (pen.) Kennedy 66' | Detalii | Häfner 76'    |

| Levski-Spartak    | 1–2     | Ajax                 |
| ----------------- | ------- | -------------------- |
| Voynov 80' (pen.) | Detalii | Geels 30' Erkens 79' |

| Glentoran | 0–1     | Juventus   |
| --------- | ------- | ---------- |
|           | Detalii | Causio 38' |

| Club Brugge                 | 2–0     | Panathinaikos |
| --------------------------- | ------- | ------------- |
| Davies 24' (pen.) Cools 72' | Detalii |               |

| Nantes      | 1–1     | Atlético Madrid |
| ----------- | ------- | --------------- |
| Lacombe 48' | Detalii | Marcial 42'     |

### A doua manșă
| Wacker                             | 3–0     | Celtic |
| ---------------------------------- | ------- | ------ |
| Welzl 4' Stering 21' Oberacher 27' | Detalii |        |

Wacker s-a calificat cu scorul general de 4–2.
| Borussia Mönchengladbach                                       | 5–1     | Steaua Roșie Belgrad |
| -------------------------------------------------------------- | ------- | -------------------- |
| Simonsen 17', 32' Heynckes 60' Nikolić 62' (o.g.) Wittkamp 87' | Detalii | Sušić 44'            |

Borussia Mönchengladbach s-a calificat cu scorul general de 8–1.
| Boldklubben 1903 | 0–1     | Benfica    |
| ---------------- | ------- | ---------- |
|                  | Detalii | Pietra 50' |

Benfica s-a calificat cu scorul general de 2–0.
| Dynamo Dresda        | 2–1     | Liverpool    |
| -------------------- | ------- | ------------ |
| Kotte 47' Sachse 52' | Detalii | Heighway 67' |

Liverpool s-a calificat cu scorul general de 6–3.
| Ajax                | 2–1     | Levski-Spartak |
| ------------------- | ------- | -------------- |
| Lerby 41' Geels 53' | Detalii | Milanov 41'    |

Ajax s-a calificat cu scorul general de 4–2.
| Juventus                                             | 5–0     | Glentoran |
| ---------------------------------------------------- | ------- | --------- |
| Virdis 10', 20' Boninsegna 53' Fanna 70' Benetti 77' | Detalii |           |

Juventus s-a calificat cu scorul general de 6–0.
| Panathinaikos | 1–0     | Club Brugge |
| ------------- | ------- | ----------- |
| Gonios 82'    | Detalii |             |

Club Brugge s-a calificat cu scorul general de 2–1.
| Atlético Madrid      | 2–1     | Nantes      |
| -------------------- | ------- | ----------- |
| Cano 76' Pereira 80' | Detalii | Lacombe 31' |

Atlético Madrid s-a calificat cu scorul general de 3–2.

## Sferturi
| Echipa 1    | Scor gen.  | Echipa 2                 | Tur | Retur |
| ----------- | ---------- | ------------------------ | --- | ----- |
| Wacker      | 3–3 (a)    | Borussia Mönchengladbach | 3–1 | 0–2   |
| Benfica     | 2–6        | Liverpool                | 1–2 | 1–4   |
| Ajax        | 2–2 (0–3p) | Juventus                 | 1–1 | 1–1   |
| Club Brugge | 4–3        | Atlético Madrid          | 2–0 | 2–3   |

### Prima manșă
| Wacker                             | 3–1     | Borussia Mönchengladbach |
| ---------------------------------- | ------- | ------------------------ |
| Koncilia 8' Kriess 23' Schwarz 27' | Detalii | Heynckes 63'             |

| Benfica  | 1–2     | Liverpool           |
| -------- | ------- | ------------------- |
| Nené 13' | Detalii | Case 36' Hughes 71' |

| Ajax         | 1–1     | Juventus   |
| ------------ | ------- | ---------- |
| Van Dord 86' | Detalii | Causio 89' |

| Club Brugge               | 2–0     | Atlético Madrid |
| ------------------------- | ------- | --------------- |
| Courant 44' De Cubber 57' | Detalii |                 |

### A doua manșă
| Borussia Mönchengladbach       | 2–0     | Wacker |
| ------------------------------ | ------- | ------ |
| Bonhof 19' (pen.) Heynckes 32' | Detalii |        |

Wacker 3–3 Borussia Mönchengladbach . Borussia Mönchengladbach s-a calificat cu scorul general de datorită golului marcat în deplasare.
| Liverpool                                        | 4–1     | Benfica  |
| ------------------------------------------------ | ------- | -------- |
| Callaghan 6' Dalglish 17' McDermott 78' Neal 88' | Detalii | Nené 25' |

Liverpool s-a calificat cu scorul general de 6–2.
| Juventus                             | 1–1 (d.p.) | Ajax                    |
| ------------------------------------ | ---------- | ----------------------- |
| Tardelli 21'                         | Detalii    | Ling 80'                |
| Gentile · Benetti · Cabrini · Causio | 3–0        | Geels · Van Dord · Ling |

Ajax 2–2 Juventus . Juventus s-a calificat cu scorul general de 3–0 la penaltiuri.
| Atlético Madrid           | 3–2     | Club Brugge           |
| ------------------------- | ------- | --------------------- |
| Benegas 20' Pina 30', 62' | Detalii | Cools 60' Lambert 69' |

Club Brugge s-a calificat cu scorul general de 4–3.

## Semifinale
| Echipa 1                 | Scor gen. | Echipa 2    | Tur | Retur |
| ------------------------ | --------- | ----------- | --- | ----- |
| Borussia Mönchengladbach | 2–4       | Liverpool   | 2–1 | 0–3   |
| Juventus                 | 1–2       | Club Brugge | 1–0 | 0–2   |

### Prima manșă
| Borussia Mönchengladbach | 2–1     | Liverpool   |
| ------------------------ | ------- | ----------- |
| Hannes 28' Bonhof 89'    | Detalii | Johnson 88' |

| Juventus    | 1–0     | Club Brugge |
| ----------- | ------- | ----------- |
| Bettega 86' | Detalii |             |

### A doua manșă
| Liverpool                        | 3–0     | Borussia Mönchengladbach |
| -------------------------------- | ------- | ------------------------ |
| Kennedy 6' Dalglish 35' Case 56' | Detalii |                          |

Liverpool s-a calificat cu scorul general de 4–2.
| Club Brugge                   | 2 – 0 (a.e.t.) | Juventus |
| ----------------------------- | -------------- | -------- |
| Bastijns 3' Vandereycken 116' | Detalii        |          |

Club Brugge s-a calificat cu scorul general de 2–1.

## Finala
| Liverpool    | 1–0                 | Club Brugge |
| ------------ | ------------------- | ----------- |
| Dalglish 65' | Detalii MatchCentre |             |

## Golgheteri
Golgheterii sezonului de Cupa Campionilor Europeni 1977–78 sunt:
| Loc | Nume                | Echipă                   | Goluri |
| --- | ------------------- | ------------------------ | ------ |
| 1   | Allan Simonsen      | Borussia Mönchengladbach | 5      |
| 2   | Jimmy Case          | Liverpool                | 4      |
| 2   | Roger Davies        | Club Brugge              | 4      |
| 2   | Jupp Heynckes       | Borussia Mönchengladbach | 4      |
| 2   | Pietro Paolo Virdis | Juventus                 | 4      |
| 6   | Julien Cools        | Club Brugge              | 3      |
| 6   | Joe Craig           | Celtic                   | 3      |
| 6   | Kenny Dalglish      | Liverpool                | 3      |
| 6   | Ruud Geels          | Ajax                     | 3      |
| 6   | Tschen La Ling      | Ajax                     | 3      |
| 6   | Kiril Milanov       | Levski-Spartak           | 3      |
| 6   | Pavel Panov         | Levski-Spartak           | 3      |
| 6   | René Vandereycken   | Club Brugge              | 3      |
| 6   | Kurt Welzl          | Wacker                   | 3      |